# Phylo norvegicus
Phylo norvegicus är en ringmaskart som först beskrevs av M. Sars in G.O. Sars 1872.  Phylo norvegicus ingår i släktet Phylo och familjen Orbiniidae. Inga underarter finns listade i Catalogue of Life.